# Commission d'enquête sur l'approvisionnement en sang au Canada
La Commission d'enquête sur l'approvisionnement en sang au Canada, aussi appelée Commission Krever est une commission royale enquêtant sur les agissement de la société canadienne de la Croix-Rouge dans les années 1980 qui était alors responsable de la collecte et de l'approvisionnement en produits sanguins de l'ensemble des provinces du Canada.

## Déroulement
À la suite de la recommandation du 16 septembre 1993 des ministres fédéraux, provinciaux et territoriaux (hormis le ministre du Québec) de tenir une enquête publique, la Commission d'enquête est créée. On nommera le juge Horace Krever comme dirigeant de la commission.
Son mandat se définit ainsi : « de faire enquête et rapport sur le mandat, l'organisation, la gestion, les opérations, le financement et la réglementation de toutes les activités du système canadien d'approvisionnement en sang, y compris les événements entourant la contamination de réserves de sang au début des années 1980 (…) ».
À la suite de la commission, deux organismes sont créés au Canada en 1998 pour reprendre l'ancien mandat de la société canadienne de la Croix-Rouge, soient la société canadienne du sang et Héma-Québec.